# Universidad de Bremen

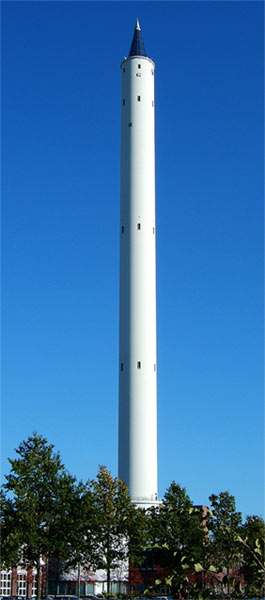
La Fallturm Bremen junto a la Universidad de Bremen.

La Universidad de Bremen (en alemán Universität Bremen) es una universidad situada en Bremen, Alemania. Fue fundada en 1971 y tiene registrados aprox. 23.500 estudiantes y empleados de 126 países.
La universidad destaca por su reputación en los campos de la ingeniería industrial, medios digitales, física, matemáticas, microbiología, geociencia (particularmente la marina) y derecho (especialmente derecho europeo).
Su compromiso fue galardonado con el título de la Asociación de Fundadores de Ciencia Alemana (Stifterverband für die Deutsche Wissenschaft) “Stadt der Wissenschaft 2005” (Ciudad de la Ciencia en 2005), que ganó junto con el premio de política, negocios y cultura para Bremen y Bremerhaven. En 2012 obtuvo el título Universidad de Excelencia.

## Facultades
La universidad está dividida en 12 facultades:
- Facultad 01: Física/Ingeniería Eléctrica
- Facultad 02: Biología/Química
- Facultad 03: Matemáticas/Ciencia de la Computación
- Facultad 04: Ingeniería de Producción - Ingeniería Mecánica y de Procesos
- Facultad 05: Geociencias
- Facultad 06: Derecho
- Facultad 07: Estudios de Negocios y Economía
- Facultad 08: Ciencias Sociales
- Facultad 09: Estudios Culturales
- Facultad 10: Estudios Lingüísticos y Literarios
- Facultad 11: Ciencias Humanas y de Salud
- Facultad 12: Pedagogía y Ciencias de la Educación

## Historia

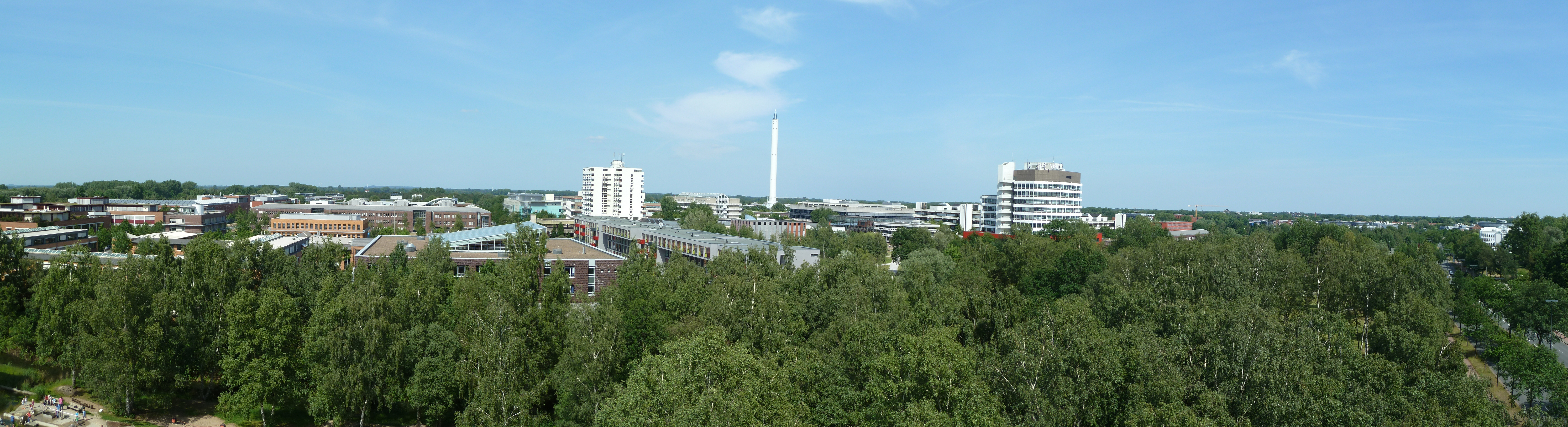
Vista panorámica del campus.

Aunque Bremen se convirtió en ciudad universitaria recientemente, la educación superior en Bremen tiene una larga tradición. La Escuela Latina de Bremen fue ascendida a "Gymnasium Academicum" en 1584. En 1610 se transformó en "Gymnasium Illustre". Bajo el mandato napoleónico en 1811 se consideró la creación de una  "Universidad Francesa de Bremen". Finalmente en 1971 la universidad abrió sus puertas.